# Brachycrotaphus longicornis
Brachycrotaphus longicornis är en insektsart som beskrevs av Nicholas David Jago 1966. Brachycrotaphus longicornis ingår i släktet Brachycrotaphus och familjen gräshoppor. Inga underarter finns listade i Catalogue of Life.